# Distrikt Jeberos
Der Distrikt Jeberos liegt in der Provinz Alto Amazonas in der Region Loreto in Nordost-Peru. Der Distrikt wurde am 2. Januar 1857 gegründet. Der Distriktname leitet sich von Jivaro ab, einer indigenen Volksgruppe und Sprache in dem Gebiet.
Der Distrikt besitzt eine Fläche von 4667 km². Beim Zensus 2017 wurden 4495 Einwohner gezählt. Im Jahr 1993 lag die Einwohnerzahl bei 3244, im Jahr 2007 bei 4198. Verwaltungssitz ist die 165 m hoch gelegene Kleinstadt Jeberos mit 2549 Einwohnern (Stand 2017). Jeberos liegt 70 km nordnordwestlich der Provinzhauptstadt Yurimaguas.

## Geographische Lage
Der Distrikt Jeberos liegt im peruanischen Amazonasgebiet im zentralen Westen der Provinz Alto Amazonas. Er erstreckt sich über das Einzugsgebiet des Río Aipena, der linksseitig in den Río Huallaga mündet, unmittelbar oberhalb dessen Mündung in den Río Marañón.
Der Distrikt Jeberos grenzt im Westen an den Distrikt Cahuapanas (Provinz Datem del Marañón), im Norden an den Distrikt Barranca (Provinz Datem del Marañón), im äußersten Nordosten an den Distrikt Pastaza (Provinz Datem del Marañón), im Osten an den Distrikt Lagunas, im Südosten an den Distrikt Santa Cruz, im Süden an den Distrikt Yurimaguas sowie im Südwesten an den Distrikt Balsapuerto.